# جون إيجرتون
جون إيجرتون (بالإنجليزية: John Egerton) هو صحفي أمريكي، ولد في 14 يونيو 1935، وتوفي في 21 نوفمبر 2013.

## وصلات خارجية
- جون إيجرتون على موقع IMDb (الإنجليزية)